# Duitse militaire begraafplaats in Romagne-sous-Montfaucon
De Duitse militaire begraafplaats in Romagne-sous-Montfaucon in het Franse departement Meuse in de regio Grand Est ligt 220 m ten noorden van het dorpscentrum langs de weg naar Bantheville. Er liggen 1.407 Duitse en acht Franse soldaten begraven, die zijn gesneuveld gedurende de Eerste Wereldoorlog in Noordwest-Frankrijk. De begraafplaats is al sinds september 1914 in gebruik.

## Geschiedenis
De begraafplaats werd in september 1914 aangelegd. In Romagne was indertijd een groot veldhospitaal voor gewonden van de gevechten rond de Maas. In een latere oorlogsfase vonden ook doden van de slag om Verdun hier hun rustplaats. Het ging hier om zwaargewonde soldaten van Le Mort Homme die in het veldhospitaal van Romagne terechtkwamen en hun verwondingen niet overleefden. De latere gesneuvelden kwamen van het Meuse-Argonne-offensief.
Na de oorlog, vanaf 1932, werd onder verantwoordelijkheid van de Volksbund Deutsche Kriegsgräberfürsorge, het kerkhof opgeknapt. De oorspronkelijk houten kruisen werden vervangen door kruisen in leisteen. Een muur werd opgericht en er kwam een natuurstenen gebedsruimte bij de ingang van het kerkhof.
Vanaf 1966 kon de Volksbund Deutsche Kriegsgräberfürsorge, nu financieel gesteund door de Duitse Bondsregering, weer verdergaan met het onderhoud van het kerkhof. Veel kruisen waren inmiddels weer aan vernieuwing toe en ook een aantal sparren moest gekapt worden. In 1973 kregen ook de twee Joodse graven een eigen steen met daarop een davidster en Hebreeuwse lettertekens.

## Inrichting
De begraafplaats wordt omsloten door een rode natuurstenen muur en wordt aan de voorkant doorbroken door een zwaar gietijzeren hek dat toegang biedt tot de begraafplaats zelf. Aan de achterzijde van dit hek bevindt zich aan de rechterkant een kastje waarin zich een gastenboek bevindt. Bij de ingang van de begraafplaats bevindt zich een kleine gebedsruimte van dezelfde soort steen als de muur. In deze ruimte vindt men een mozaïeken Piëta met daaronder de tekst: Hier ruhen Deutsche Soldaten. Achter de gebedsruimte bevindt zich de eigenlijke begraafplaats, ook al zijn er in de hoeken voor de gebedsruimte ook al een aantal (overwoekerde) graven te vinden. Er liggen 1.412 Duitse militairen waarvan 65 niet-geïdentificeerde en vier Franse militairen. De kruisen staan in lange rijen op een met gras begroeid veld. Op het grafveld bevinden zich ook lange rijen hoge sparren. Op de kruisen staan het grafnummer en de voor- en achternaam van de militair vermeld. Aan de zijkanten bevinden zich nog een aantal originele grafstenen uit de periode 1914-1918.

## Andere sites in Romagne-sous-Montfaucon
- Amerikaanse militaire begraafplaats in Romagne-sous-Montfaucon
- Romagne '14-'18

## Galerij

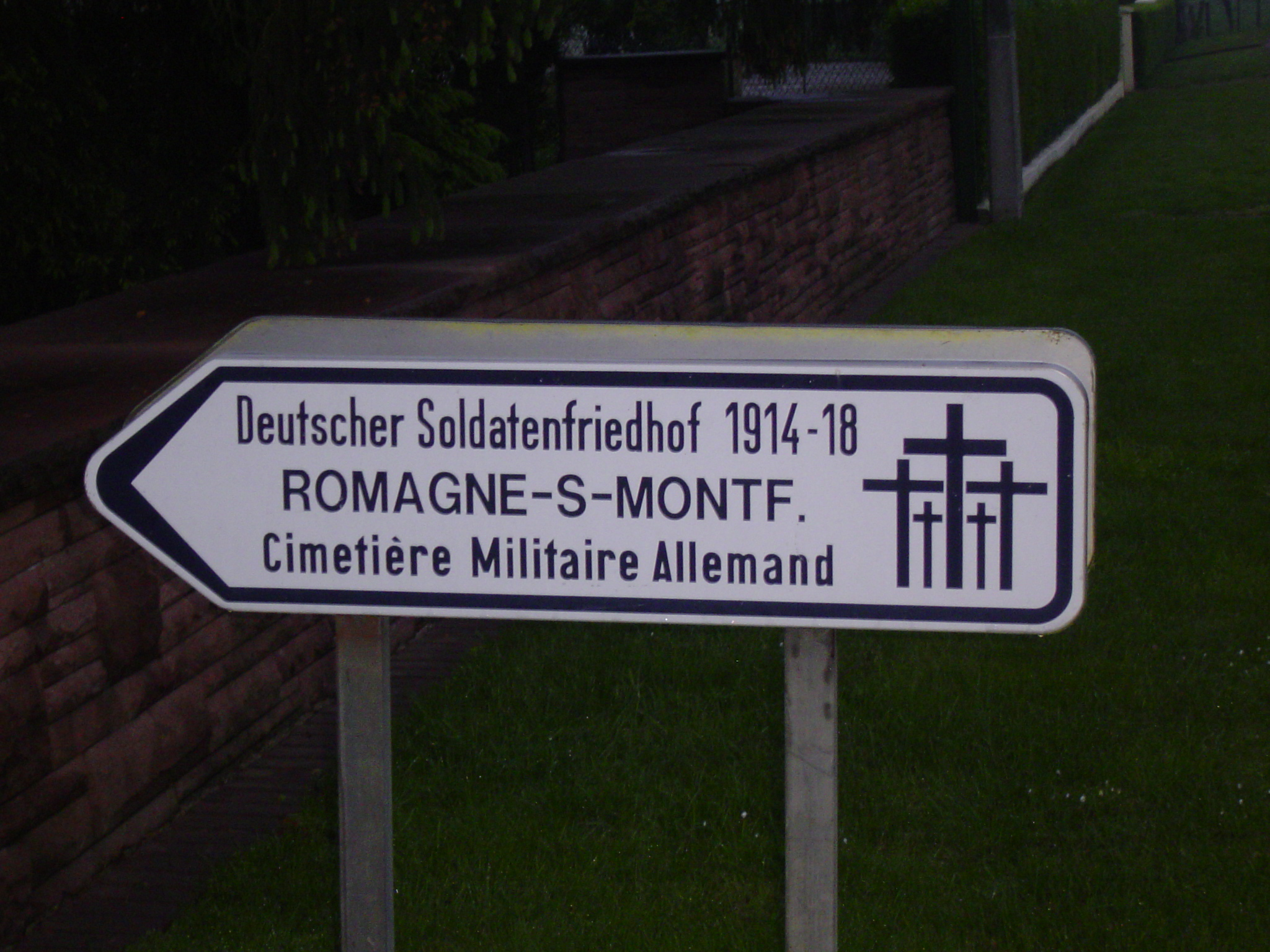
Toegangsbord
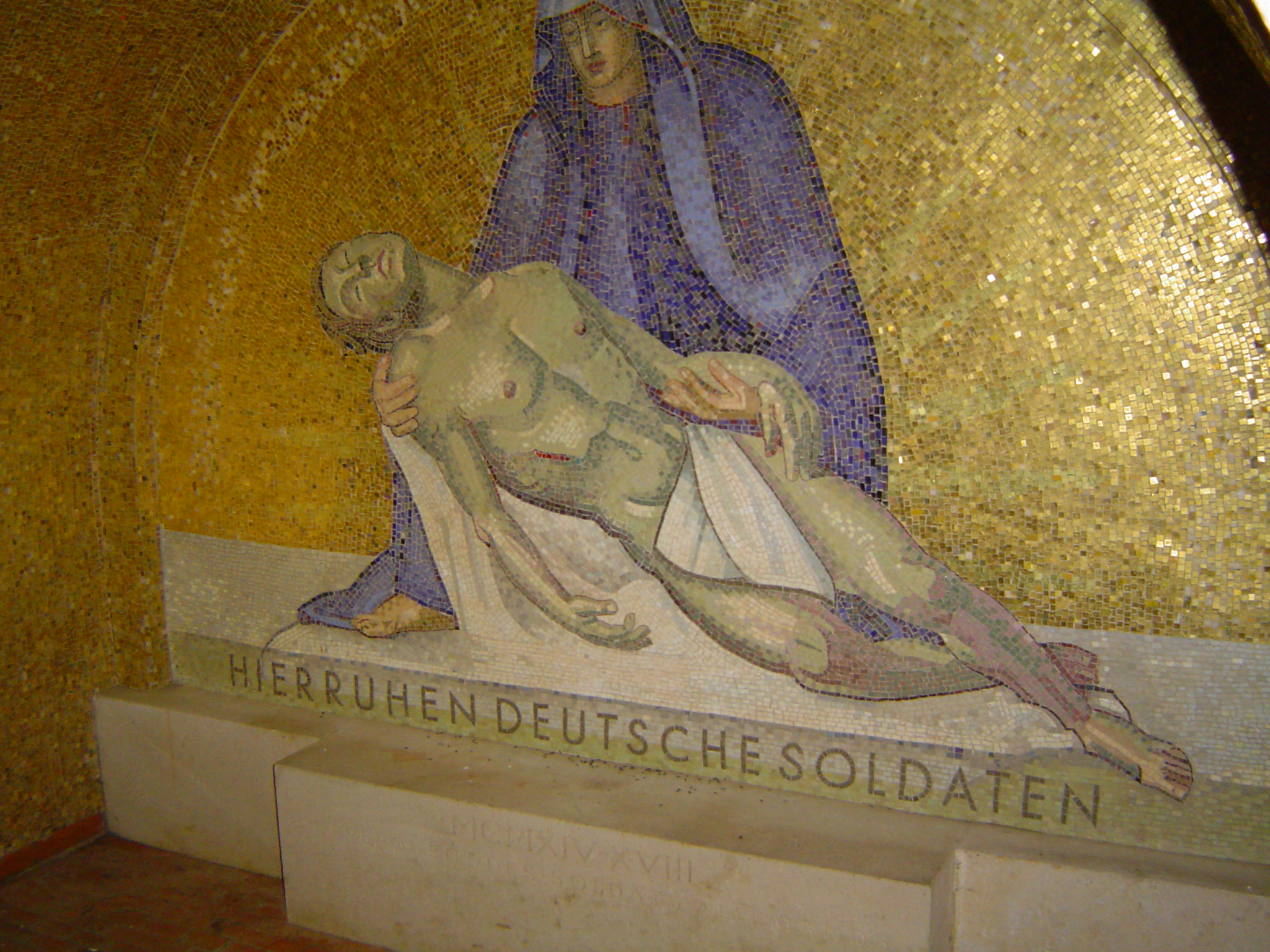
De Piëta
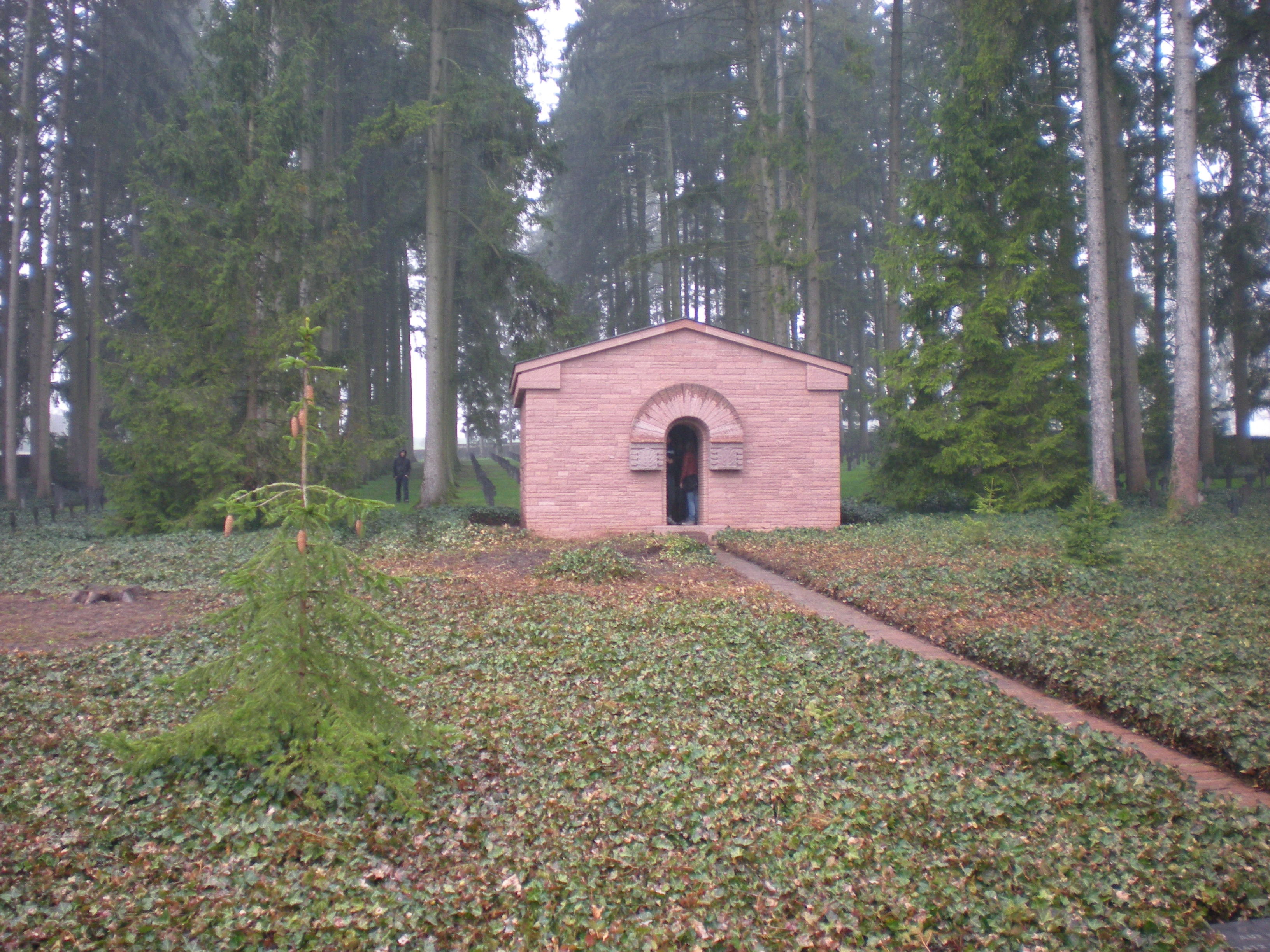
Toegangsgebouw tot de begraafplaats
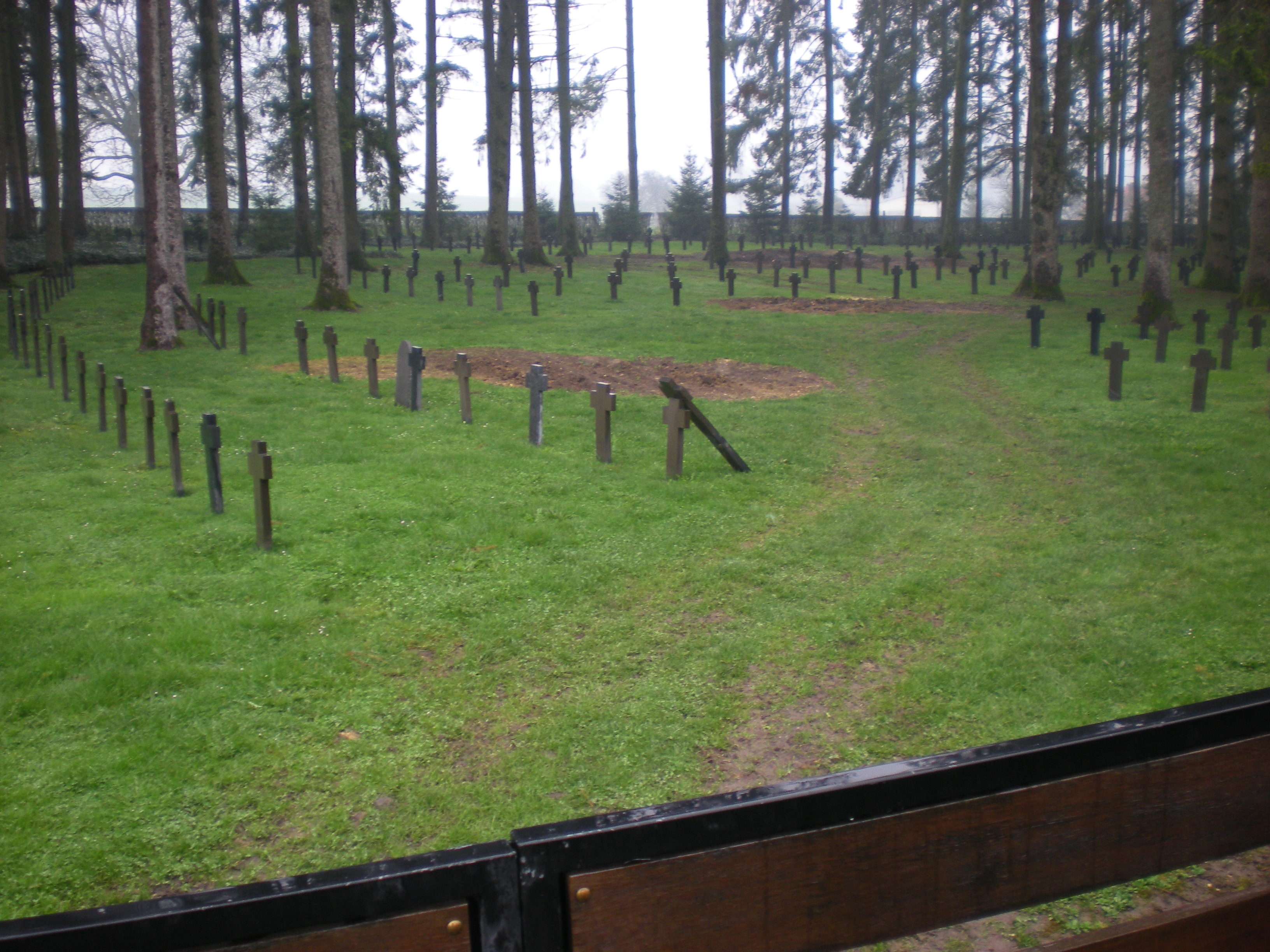
Door een storm beschadigde zerken